# John Lining

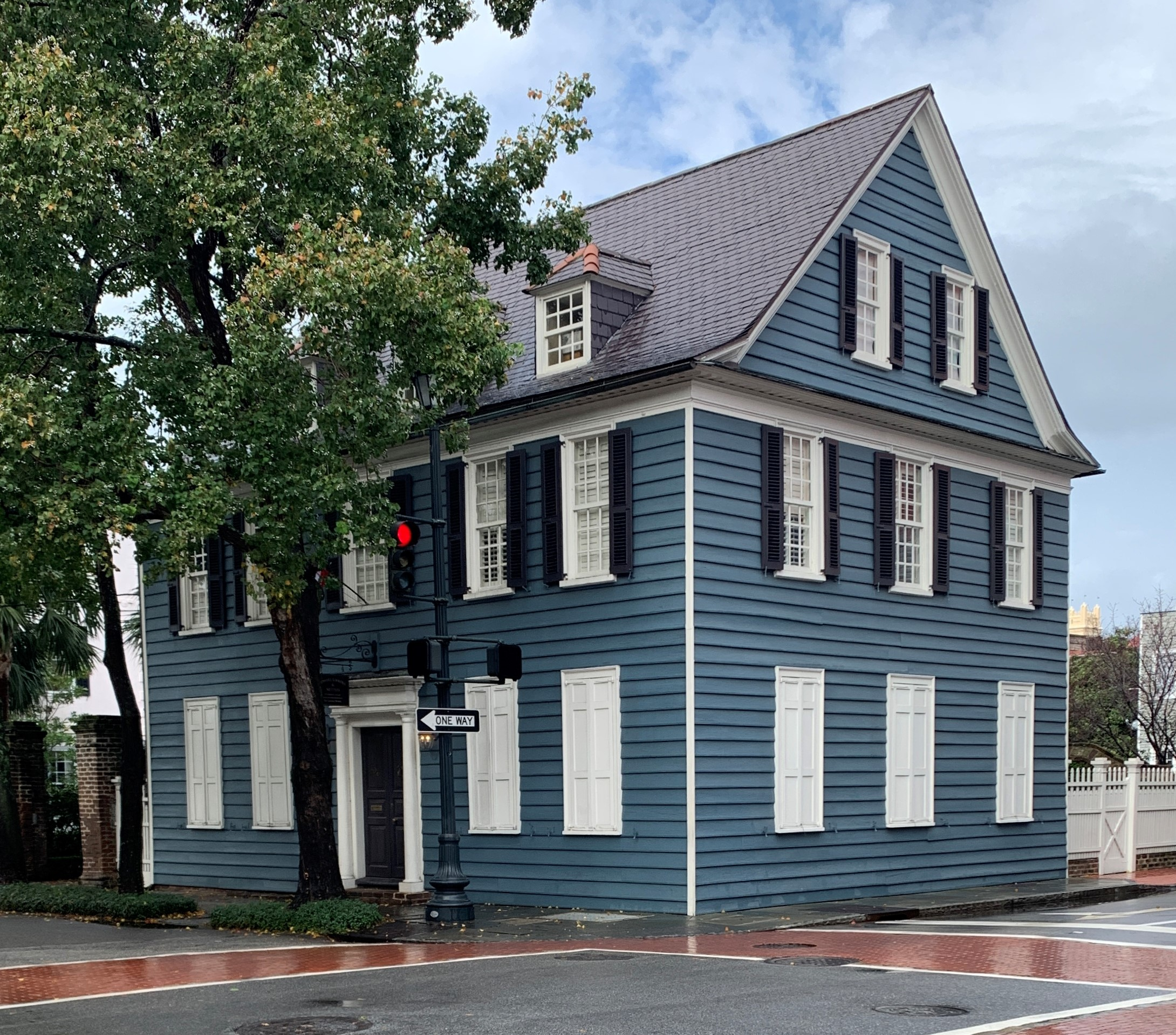
Lining House, 106 Broad Street, Charleston, eines der ältesten erhaltenen Häuser in Charleston, Lining wohnte dort mit seiner Frau Sarah weniger als ein Jahr 1757, es blieb aber nach ihm benannt

John Lining (* April 1708 in Lanarkshire, Schottland; † 21. September 1760 in Charleston (South Carolina)) war ein schottisch-US-amerikanischer Arzt und Naturwissenschaftler.

## Leben
Lining war der Sohn eines presbyterianischen Priesters (Minister). In älterer Literatur stand, dass er Medizin in Schottland studierte, vielleicht in Edinburgh promovierte und möglicherweise in Leiden sein Studium fortsetzte, doch fand sich keine Eintragung in den Matrikulationslisten schottischer, englischer Universitäten oder der in Leiden. Damals waren an europäischen Universitäten ausgebildete Ärzte in der Kolonie in der Minderheit, viele Ärzte erlernten dort ihren Beruf als Lehrlinge bei niedergelassenen Ärzten und einige besuchten nur kurze Winterkurse in Leiden oder Edinburgh und nahmen dann den M.D. Titel nach der Überfahrt an. 1730 kam er nach Charleston in South Carolina, wo er sich als Arzt niederließ. Zunächst verkaufte er nach Anzeigen in den lokalen Zeitungen Medikamente und medizinische Tinkturen, war Armenarzt und im Hafen für die Quarantäne zuständig. Seine eigene Praxis wuchs und um 1740 wurde er Partner des Arztes Lionel Chalmers. 1739 heiratete er Sarah Hill (gestorben 1789), die aus einer der bedeutendsten Familien der Kolonie stammte. Ihr Vater Charles war zeitweise oberster Richter der Kolonie und ein wohlhabender Kaufmann, und John und Sarah Lining wohnten zeitweise im Stadthaus der Familie oder auf der Familienplantage. Aus der Ehe gingen 11 Kinder hervor, von denen sieben John Lining überlebten. In der älteren Literatur findet sich auch die Angabe, die Ehe wäre kinderlos gewesen, was aber falsch ist. 1754 gab er nach Gichtanfällen seine medizinische Praxis auf und begann mit Elektrizität zu experimentieren, worüber er sich mit Benjamin Franklin austauschte, um Indigo anzubauen. Außerdem war er Richter (Court of general sessions, Court of common pleas), Präsident der Charleston Library Society und Gründer der St. Andrew’s Society und er war Freimaurer.
Lining ist vor allem bekannt für eine der frühesten Veröffentlichungen über Gelbfieber in Nordamerika, das in Charleston zuerst zwei Jahre vor seiner Ankunft und wieder 1732 auftrat. Es war bekannt, dass es bei kälterem Wetter verschwand, und Lining begann deshalb 1737 mit Wetteraufzeichnungen (mit Thermometer, Barometer und Hygroskop), die sich über fünfzehn Jahre erstreckten und aus denen er auch in den Philosophical Transactions der Royal Society veröffentlichte (1748, 1753) und die auch in die Description of South Carolina von Gouverneur James Glen aufgenommen wurden (1761). Sie sind die frühesten meteorologischen Aufzeichnungen in den Vereinigten Staaten. Seine Veröffentlichung über Gelbfieber erschien in Edinburgh 1756 und wurde vor der Edinburgh Philosophical Society 1754 vorgetragen. Es gab noch eine frühere Veröffentlichung dazu von John Moultrie in Edinburgh 1749 und einen ebenfalls vor Lining datierten von John Kearsley Mitchell, der an Benjamin Franklin ging, aber erst Ende des 18. Jahrhunderts veröffentlicht wurde. Lining veröffentlichte eine genaue Beschreibung der Symptome, des Verlaufs und der Prognose, vermutete, dass sie ansteckend war und aus der Karibik eingeschleppt wurde. Er erkannte, dass Landbewohner, die in der Stadt erkrankten, das Gelbfieber nicht auf ihre Familien übertrugen, und dass Erkrankte gegen weitere Gelbfieberinfektion immun waren (er nahm aber fälschlicherweise an, dass Afroamerikaner von sich aus immun wären).
Er war auch für frühe physiologische Experimente bekannt. 1740 begann er mit Aufzeichnungen über seine eigene Nahrungsaufnahme und Sekretionen, die er täglich rund ein Jahr führte, was auch in Zusammenhang mit der Frage nach dem Einfluss von Wetterbedingungen auf die Körperfunktionen und saisonale Krankheiten (Epidemien) stand. Die Ergebnisse veröffentlichte er in den Transactions der Royal Society (1742/43 und 1744/45), sie erschienen später auch in dem Buch seines ehemaligen Praxiskollegen Lionel Chalmers Account of the weather and diseases of South Carolina (1776).
Er war Botaniker und Pflanzensammler und schickte Sammelexemplare an die Universität Edinburgh zu Charles Alston und Robert Whytt. 1754 beschrieb er die Verwendung von Spigelia marilandica (Indian pink) als Mittel gegen Würmer.

## Schriften (Auswahl)
- A Description of the American Yellow Fever, in a Letter from Dr. John Lining Physician at Charles-Town in South Carolina, to Dr. Robert Whytt Professor of Medicine in the University of Edinburgh, Essays and Observations, Physical and Literary (Edinburgh), Band 2, 1756, S. 370–395.
- Nachrichten über die Witterung und Krankheiten in Südcarolina. Nebst John Linings Tabelle über die Aus- und Absonderungen des Körpers im dortigen Klima. Stendal 1796 (Digitalisat)
- An essay on the malignant pestilential fever introduced into the West Indian Islands from Boullam, on the coast of Guinea, as it appeared in 1793 and 1794. Philadelphia 1799 (Digitalisat)
- A description of the American yellow fever, which prevailed at Charleston, in South Carolina, in the year 1748. Philadelphia 1799 (Digitalisat)